# Windows DVD Maker
Windows DVD Maker is een computerprogramma dat standaard zit op elke computer met Windows Vista. Met het programma kan de gebruiker de inhoud van een DVD-Video-schijf samenstellen en wegschrijven.
Het programma zit standaard op elke computer met Windows Vista Home Premium of Windows Vista Ultimate. Nadat de menu's en video's op de dvd gezet zijn kan nog de gewenste stijl van het menu gekozen worden. Nog een stap verder begint de computer met branden.